# Cofradías de Mardi Gras

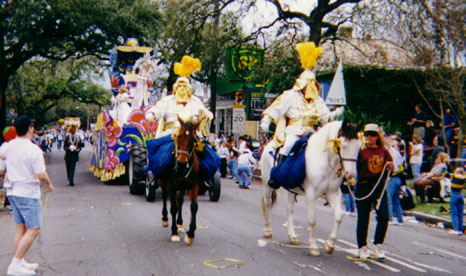
Oficiales de la Cofradía de Toth marchan sobre sus caballos.

Se denominan Krewes las diferentes asociaciones, peñas o cofradías de Nueva Orleans y otras partes del Sur norteamericano que tienen a su cargo la organización de los desfiles y bailes de Mardi Gras, incluyendo la junta de fondos, la construcción de carrozas, la confección de uniformes, y la compra de throws (collares y baratijas que se arrojan a la muchedumbre durante los desfiles). Cuando las cofradías desfilan, sus miembros lanzan una gran variedad de objetos al público: collares multicolores, medallones con el nombre de la cofradía, tazas de plástico decoradas, juguetes baratos, lanzas de juguete, etc.
Algunas cofradías son muy exclusivas: La membresía se obtiene por recomendación de otros miembros y los aranceles anuales pueden ser de miles de dólares. Otras cofradías cobran tarifas muy bajas pero suelen requerir a los miembros que ayuden a construir las carrozas o confeccionar los disfraces o uniformes que se lucirán durante los desfiles. 
Algunas cofradías funcionan como
clubes sociales que realizan actividades y bailes durante todo el año y juntan fondos con fines caritativos.

## En la televisión
Los “indios” de Mardi Gras son una cofradía de Nueva Orleans que tiene un papel importante en una de las líneas argumentales de la serie televisiva Treme.